# Algarveneta

Algarveneta este un gen monotipic de păianjeni araneomorfi care aparține familiei Linyphiidae. Genul a fost descris în 2021, iar singura sa specie, A. corona, este endemică în regiunea Algarve din Portugalia.